# محوطه شور بولاغ قره تپه
محوطه شور بولاغ قره تپه مربوط به سدهٔ ۶ تا ۸ ه.ق است و در شهرستان خوی، بخش مرکزی، دهستان رهال، روستای قره تپه واقع شده و این اثر در تاریخ ۷ اسفند ۱۳۸۵ با شمارهٔ ثبت ۱۷۶۹۰ به‌عنوان یکی از آثار ملی ایران به ثبت رسیده است.